# 叶圣陶
叶圣陶（1894年10月28日—1988年2月16日），原名叶紹鈞，字秉臣，笔名有叶陶、圣陶、桂山等，江苏苏州人。中国現代作家、语文教育家及出版人。他是五四運動首個新文学社团文學研究會的創立人之一，終身致力於出版及語文的教學。其座右銘“文學為人生”甚為有名。

## 生平
1894年10月28日，叶圣陶出生于苏州吴县懸橋巷。父親是管田租和婚嫁的帳房。三歲識字，1900年，進陸氏家塾，次年，進張承臚所辦私塾學習，與顧頡剛、王伯祥、郭紹虞、章元善同學。私塾放學便跟隨父親去聽書。1905年，參加最後一屆鄉試。
1906年，考入長元吳公立高等小學。高小常組織旅行，鼓勵學生進行體育訓練。1907年，升入蘇州公立第一中學，和吳賓若，汪應千同學。讀書的同時接受軍事訓練，又同顧、王、吳幾個同學組織「放社」，研習詩詞，金石篆刻。1909年，任教中學的表兄孫伯南轉任存古學堂，想繼續從學，投考存古學堂不中。1910年，袁希洛任校監督，帶領學生下田勞作，又經蘇州巡撫程德全同意，帶學生到王廢基操練。課餘辦級報，字喜李叔同的魏碑，詩喜南社諸人。1911年，雙十武昌起義後大喜，11月5日，蘇州光復，參加學團。
1912年1月14日，參與中國社會黨蘇州支部。28日，從公立一中畢業。2月，經袁希洛和吳訥士介紹，到中區第三初等學校教書。同時參加社會黨聚會，主張反袁，反對優待清室。4月，參加吳縣教育會。8月，應李二我邀請，兼大聲報文藝副刊雜錄部編輯，開始創作小說。11月22日，參加三二學社。1912年2月，組織公立一中同學會。5月，到蘇州法政學校補習。7月，湖口起義失敗，對時局沮喪。
1914年7月，學校不再復聘，從此以賣文為生。1915年4月，經郭紹虞介紹，任上海商务印书馆附設尚公学校国文教员，並为商务印书馆编小学国文课本。14日，加入劉大白、胡天月等人組織的東社，幫助曾品純編輯東社社集。1916年夏，與胡墨林結婚。1917年，受老同學吳賓若、王伯祥邀請，到甪直镇吴县第五高等小学任教，和同學一起辦學，辦農場，辦書店，造戲臺。他與時在北大讀書的顧頡剛、俞平伯通信頻繁，主要研究教育改革和蘇州民歌。1919年3月，由顧頡剛介紹加入新潮社。五四發生隔天，上海見報，在學校開會，并且組織加入蘇州學界聯合會。夏，遷居甪直。1920年5月，參加蘇州婦女問題討論會。6月，杜威訪蘇州，同蘇州勸學所潘起鵬、教育會龔鼎前往留園歡迎。
1921年1月，与茅盾、郑振铎等人发起组织“文学研究会”，提倡“文学为人生”。7月，應張東蓀、舒新城邀請，在中國公學中學部教書，結識朱自清、劉延陵、吳有訓、周予同等人。秋，中國公學爆發風潮，驅逐張東蓀，受到牽連而去職。10月，和朱自清一起到浙江第一師範任教，教汪靜之、趙平福、馮雪峰等人。1922年1月，與劉延陵、朱自清、俞平伯創辦《詩》月刊。二月，受蔡元培聘請，任北大預科講師，結識潘家洵、周作人、孫伏園等人。
1923年春，返回上海，經朱經農介紹，到商务印书馆國文部做編輯，與茅盾、丁曉先、楊賢江同事。3月，和鄭振鐸一起組織朴社，同時應謝六逸邀請，在復旦大學、神州女學兼課。秋，應郭紹虞邀請，到福建協和大學教書。12月，返回上海，經楊賢江介紹，到上海大學任教，結識瞿秋白。1925年春，匡互生、豐子愷創建立達中學，被延攬任教。五卅事件前後，葉聖陶家成了中國共產黨的聯絡點，但葉聖陶並不參加。6月2日，為五卅聲援而參與創辦《公理日報》。之後又支持並參與中共的外圍組織中國濟難會。1927年3月，中共在上海組織武裝奪權，不久發生清黨之後搬離原居所。這年為茅盾、丁玲、施蟄存、戴望舒、巴金等人做發行和編輯工作。1930年底，转入原商務編輯章錫琛開辦的开明书店，主办《中学生》杂志。
1931年，九一八事变發生之後，12月，參與发起成立“文艺界反帝抗日大联盟”。1932年，一二八戰爭爆發之後暫居劉海粟家中。開明書店在戰爭中焚毀。6月，與夏丏尊發起私立開明書店函授學校。1935年秋，遷居蘇州。1937年9月，蘇州戰事告急，經紹興、南昌至漢口。1938年1月，避戰定居重慶，應周勖人邀請，在巴蜀學校任教，同時在中央國立戲劇學校和北碚復旦大學兼課。1938年8月，被陳西瀅延攬，到樂山國立武漢大學任教。1939年8月，日軍轟炸樂山，房屋被毀，搬至城外居住。1940年，為四川省教育科學舘審查中小學教材。1941年，遷居成都，結識呂叔湘。10月，在成都光華大學兼課。1942年，在齊魯大學兼課。
1946年2月，回到上海后，担任了中华全国文艺界协会总务部主任及上海市小学教师联合进修会和中学教育研究会的顾问。1948年11月，中共派杜國庠來接觸，又爲妹妹葉紹銘作掩護。
1949年1月，轉香港到北平，担任华北人民政府教科书编审委员会主任。6月，參與新政協，兼中华全国文学艺术界联合委员会和中国文字改革协会委员。之後參與審定中小學教科書和稽查不符合中共意識形態的書籍。1952年12月，任人民教育出版社社长和总编。1954年，任教育部副部长。1956年，參訪印度。
中国作家协会顾问、中央文史研究馆馆长、中华人民共和国全国政协副主席，第一、二、三、四、五届全国人民代表大会常务委员会委员，第五届全国政协常务委员会委员，第六届全国政协副主席。
1962年，叶圣陶加入中国民主促进会，在1979年民进四代大会上，当选为民进中央副主席，1984年9月，出任民进中央代主席。1984年12月，在民进七届二中全会上被推选为主席。
叶圣陶于1988年2月16日于北京逝世，享年94岁。

## 教育及新聞理念

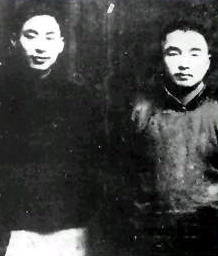
叶圣陶（右）和朱自清

叶聖陶認為，教育及傳媒是分不開的。

### “教是为了不教”
叶圣陶对改进现代中文教育有重要影响。他给中文教育引入了一个全新的观念，“应当教给学生学习的方法，而不是长期详细的灌输书本知识。”这一观点冲破了习惯于强烈依赖记忆和灌输的传统语文教学观念。此外，叶圣陶促进了批判思维的深入人心，让人们认识到个人价值判断的重要性。他认为这些学习技能应当被用来构筑学生的基础，同时也将成为学生终生学习的起点。

### 文学为人生
叶圣陶在他反思现实生活的作品中写道：

“在记忆中，我似乎从来没有撰述过自己有些模糊或者不甚清楚的知识。换句话说，我不能写那些只是通过想象得来的东西，但我也没有失掉想象力。我生活在城市里，乡镇和农村，我写在那些地方观察到的事物。作为一名老师，我了解一些教育圈的生活，我也记录下来。在一些相当基础和浅显的层面，我关注着中国革命逐渐的发展，同时，我也记录下这些事情。”
—夏志清《中国现代小说史》（CT Hsia, A History of Modern Chinese Fiction），59页。

他大多数的新闻作品由人们的生活得到灵感。他相信文学作品不仅是用来供人消遣，而且也是反映生活和鼓舞读者思考现实的工具。他感觉有义务去让读者知道在他们周围真实发生的事情。这就是他为什么想要将文学和新闻报道联系起来的原因。他认为文学作品应该也被用来唤醒青年对社会的关心与敏感。这个观点如同新闻工作者讲述真相的基本原则。叶圣陶也以记者为毕生职业。

### 易读性
在叶圣陶的作品中易读性是一个显著特征。它意味着读者更有效率的感知和理解文章内容。作为一名记者，叶圣陶作中强调词语的运用。这大概是因为在他做编辑之前，曾作了10多年的教师的緣故。他认为文章是为读者而作的，同时他把文章看作是读者与作者交流的工具。当时的作者面临的一个巨大问题是他们不是拥有优秀写作技巧的素养。他们的表达是不准确且意义模糊的。只有受过良好教育的人才能够欣赏他们的文章。作者不注意实用的重要性。因此，文学作品难于被普通大众接受。叶圣陶认为一个人只有把文章写得实际且易于理解，他才能够去只写一些风雅作品。如果读者不理解文章内容，文章就毫无用处。

## 记者生涯

### “我的第一职业，我会说，是个编辑。”
“如果有人问我的职业，我会说，我的第一职业是编辑，我的第二职业是老师，” 叶圣陶说。 
叶圣陶曾花费他人生的许多时间于编辑和出版工作。上海商务印书馆是叶圣陶编辑工作的起点。他于1923年成为该馆的编辑。
在1930年底，叶圣陶辞去上海商务印书馆的工作，成为开明书店的编辑。他开始编辑中文书籍和儿童故事书。 
“编辑不是一份轻松的工作。” 对叶圣陶来说，做一个编辑不再简单的是一份工作，而成为了一项职业。“在编辑当中粗心是不允许的，你必须自己检查所有的文字。编辑们必须认真地对待他们的出版物，他们的报道和他们的读者。” 编辑在检查最终成果的过程中扮演着重要角色。叶圣陶认为 “认真” 对一个成功编辑的关键。 他在工作中一再重申这一观点。

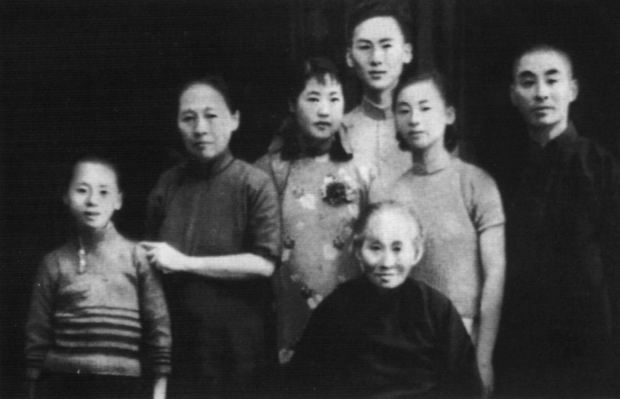
叶圣陶一家在乐山

叶圣陶的一生致力于编辑与出版。 他从未停止过于自己“最初和最终”的职业的热爱。 在抗日战争中，叶圣陶与他的家庭一并移居到乐山，並在国立武汉大学担任中文系教授。1946年，他回到上海，在开明书店继续他的编辑生涯。

#### 叶圣陶的出版物
叶圣陶将一生投注于新闻业。 1925年到1929年是叶圣陶出版工作的新时期。他编辑了很多著名的杂志和报纸，下面是他的部分著作：

### 现代出版业的新纪元
叶圣陶对现代汉语的视角促进了中国现代新闻业的发展。
叶圣陶热切的主张规范现代汉语包含规范的语法、修辞、词汇、标点、简化字和除去异体汉字。他又编纂和规范了出版物的汉字并且规定了汉语拼音方案。他所做的努力帮助改进了编辑工作的质量与组织结构。
最重要的是，叶圣陶在出版领域提倡使用白话文。 他的杂志和报纸大多使用白话文，这极大地方便了记者和读者的阅读。所有的这些贡献加快促进了中国新闻事业的发展。
叶圣陶是一位杰出的教育家，同时他也是一位伯乐。他教育和发掘了许多杰出的作家和编辑如巴金（1904年-2005年）、丁玲（1904年-1986年）、戴望舒（1905年-1950年）。

### 创办《公理日报》
1925年5月30日上海发生了五卅慘案。大约2000名上海工人和学生組織反帝国主義遊行，抗议帝国主义压迫并要求彻底废除不平等条约，遊行等活動遍及全中国。而后英国警察以暴力镇压示威者，到6月1日有超过20名中国人被杀害。
同期的上海报纸頭版新闻大多是中国京剧演员的闲谈。上海报纸因为当局施压拒绝提及这起事件。叶圣陶公開抨擊道“为什么新闻记者们如此无情地对这起骇人的血案熟视无睹？为什么他们这么害怕真相？可笑的事没有人敢说出真相。”并与郑振铎和胡愈之（1896年-1986年）一同创办了《公理日报》。上面專設大众的讨论场所，名叫“社会裁判所” ，以鼓励读者表达他们对社会的观点看法。叶圣陶和其他《公理日报》的编辑们激烈的批评社会。这份报纸起到了对专制政权的监督者作用，同时在早期中国现代社会中启蒙了“新闻自由”的观念。 
由于财政困难和编辑们的意见不一，《公理日报》在创立22天后停刊。

## 对文学的贡献

### 现实主义作品
现实主义是叶圣陶最为鲜明的特点。叶圣陶是现实主义写作的先驱之一。同時因为是一名教育家，在叶圣陶的作品中，他记述了许多知识分子，他们中的许多人是被剥削者，是没有能力反抗的社会底层的人。叶圣陶在他的作品中一贯反映着真相与现实。他在自己的小说如《火灾》、《线下》和《稻草人》中表达了自己的民主的和社会主义的思想。
叶圣陶发现中国的很多人是自私、冷淡、伪善和保守的。人们为了安稳的生活放弃了自己的人生价值。叶圣陶在作品中讽刺了这些人。他表达了自己的不满，希望唤醒人们的知觉并正视这些社会顽疾。叶圣陶不仅写故事，而且报道社会的谬误。他的作品不是用来消遣，而是用认知和对现实的思考来连填充人们的余暇。“……写作的基础是一双有洞察力和善于观察的眼睛，而我的眼睛却不怎么拥有洞察力……当然，没有必要以写作为目的而训练一个人的眼睛，对于眼睛的训练，是为了洞察现实，丰富生活。 ”(摘自—叶圣陶，《过去随谈》46页)

### 儿童文学
叶圣陶的第一篇关于儿童文学的学术论文题作《儿童之观念》，批评了中国儿童受到的坏影响。
事实上，叶圣陶是20世纪20年代第一位写童话的作者。他的作品《稻草人》于1923年出版。 另一个作品《古代英雄的石像》，讲述了一块石头被雕刻成英雄的形象。这个简单易读的故事背后的寓意是嘲笑专家的傲慢自大与人们的麻木。
叶圣陶的学生丁玲曾经称赞他的童话能够启迪人们对社会更多的思考。叶圣陶的童话是简单的，但是却拥有着深刻的内涵。他相信儿童对周围环境拥有个人看法，所以应当提高他们的批判能力。通过叶圣陶的故事，孩子们可以逐渐获得这个社会与他们之间关系的清晰认识。

### 语言与修辞
叶圣陶的语言是简练而感人的，他以用恰当的词语表述自己的能力而出名。叶圣陶在他的报道中强调感觉与情感。人物在叶圣陶的笔下鲜明活泼，他深深的洞察到人物的内心世界。知名作家赵景深盛赞叶圣陶是写作界的异数，拥有着杰出且惊人的才能。他的优美文章持久而韵美的留存于世。他表达的情感和感觉构筑了真相与现实的基础，也使他的文章充满无穷的力量。 叶圣陶说：“情感如同忽明忽暗的灯火，但是记述却因为这灯火而引人注目”这段谈话一定程度上体现了叶圣陶不仅是一为善于讲述故事的人，他更是一位艺术家。

### 注入外语元素
叶圣陶的现实主义写作形式成为许多作家效仿的对象。他承认阅读一些西方小说家的作品，对他的写作助益良多，“如果我没有阅读英文，如果我没有接触英文读物，我就不会写作小说。” 他的作品是反思与思辨的。这些不知依靠感知，而且依靠切实而客观的观察。叶圣陶不仅是一位作家，而且是一名新闻记者。对现实的观察成为了他写作的源泉，他它为中国现代文学开创了一片新天地。

## 笔名来历
叶圣陶12岁入苏州长元吴公立小学时，请先生章伯寅取一个立志于爱国强国的字。章先生说：你名绍钧，有诗曰“秉国之钧”，取“秉臣”为字好。1911年10月15日，苏州在辛亥革命中光复了。次日，叶绍钧找到章伯寅先生说：清廷已覆没，皇帝被打倒了，我不能再作臣了，请先生改一个字。先生笑了笑说：你名绍钧，有首诗说：“圣人陶钧万物”，就取“圣陶”为字吧。以后他又把姓“叶”与字“圣陶”联了起来，成为了他的笔名。

## 叶圣陶的作品
叶圣陶主要笔名有叶陶、圣陶、桂山等，1914年开始创作文言小说，1918年开始发表白话文作品。他一生创作了大量的小说、散文、杂文、诗歌和儿童文学作品。 

### 文学
- 《春宴琐谭》（第一部白话小说）1918
- 《雪朝》（诗，与朱自清等人合著）1922
- 《隔膜》（小说集）1922
- 《稻草人》（小说，早年童话集）1923
- 《火灾》（小说集）1923
- 《線下》（短篇小说）1925
- 《倪煥之》（长篇小说）1929
- 《古代英雄的石像》（童话）1931
- 《文心》（教育，与夏丏尊合著）1934
- 《未厭居習作》（散文）1935
- 《聖陶短篇小說集》（短篇小說集）1936
- 《叶紹鈞選集》（文选）1936
- 《略讀指導舉隅》（教育，与朱自清合著）1946
- 《兒童文學研究》（文學研究）1947
- 《精讀指導舉隅》（教育）1948
- 《寫作雜談》（教育）1951
- 《叶聖陶童話選》（童话）1956
- 《叶聖陶出版文集》（文选）1958
- 《抗爭》（短篇小说）1959
- 《夜》1959
- 《平常的故事》1959
- 《微波》1959
- 《篋存集》（诗）1960
- 《潘先生在難中》（短篇小说）1964
- 《叶聖陶散文》（散文）1983
- 《我與四川》（散文和诗）1984
- 《文章講話》（教育，与夏丏尊合著）1997
- 《文話七十二講》（教育，与夏丏尊合著）1998
- 《文艺作品的鉴赏》

### 杂志
- 《禮拜六》
- 《上海時事新報》
- 《上海民國日報》
- 《文學周報》
- 《公理日報》
- 《國文月刊》
- 《蘇州評論》
- 《婦女雜誌》
- 《小說月報》
- 《中學生》
- 《開明少年》
- 《中國作家》
- 《人民教育》
- 《中國語文》
- 《詩》
- 《光明》
- 《國文雜誌》
- 《中學生戰時半月刊》

## 叶圣陶纪念馆

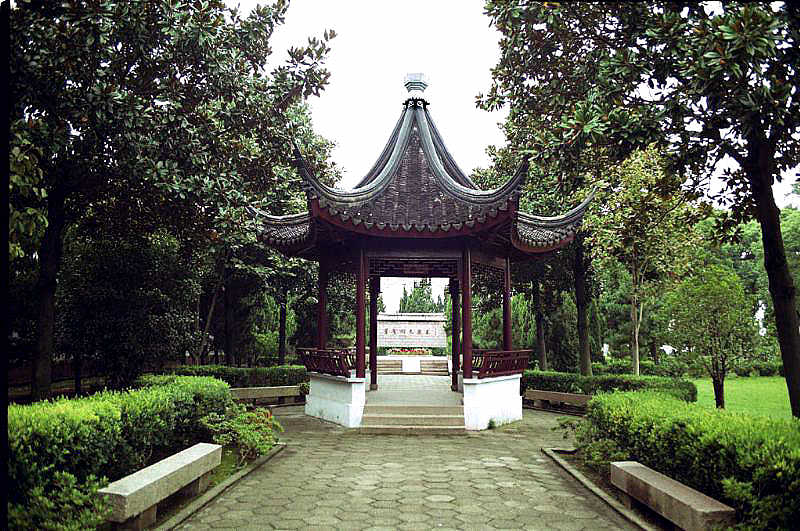
在甪直镇的叶圣陶纪念馆

叶圣陶纪念馆建于第五高小的原址上，1917年至1922年，叶圣陶曾在这里任教。纪念馆位于苏州甪直镇，与保圣寺相邻（保圣寺西侧）。

## 家庭
配偶：胡墨林（1916年-1957年）
子：叶至善、叶至誠

## 外部連結
- 文学视界（页面存档备份，存于）
- 叶圣陶纪念馆
- 叶聖陶研究會
- 叶紹鈞的作品（页面存档备份，存于）
- 叶圣陶与（倪焕之）
- 名人与商务印书馆
- 纪念叶圣陶先生逝世十六周年
- 叶圣陶：中国民进中央主席[永久]

### 畫像
- 叶聖陶 / 江啟明 (Kong Kai Ming)   Portrait Gallery of Chinese Writers (Hong Kong Baptist University Library 香港浸會大學圖書館)

| 政党职务      | 政党职务                                    | 政党职务      |
| ------------- | ------------------------------------------- | ------------- |
| 前任： 周建人 | 中国民主促进会中央委员会主席 1984年－1987年 | 繼任： 雷潔瓊 |